# Cybaeina
Cybaeina is een geslacht van spinnen uit de familie waterspinnen (Cybaeidae).

## Soorten
De volgende soorten zijn bij het geslacht ingedeeld:
- Cybaeina confusa Chamberlin & Ivie, 1942
- Cybaeina minuta (Banks, 1906)
- Cybaeina sequoia Roth, 1952
- Cybaeina xantha Chamberlin & Ivie, 1937